# علی حریری
علی حریری (۱۰۰۹–۱۰۷۹ میلادی ) جزو اولین شعرای کُرد شناخته‌شده است که در قرن ۱۱ میلادی در منطقهٔ حکاری می‌زیست.
از او آثاری به‌جای مانده‌است. او از جمله کسانی بود که مکتب شعری جدیدی را به مرکزیت جزیرهٔ بوتان در میانرودان ایجاد کرد. وی، برخلاف دیگر ادبای روحانی زمانه‌اش، که به فارسی یا عربی شعر می‌سرودند، با زبان مادری‌اش طبع شعری خویش را آزمود. علی حریری اصالتا اهل حکاری است.درزمان او  مروانیان بر کردستان مسلط بودند. مروانیان دولتی ساختند که تقریباً تمام  مناطق کردنشین  را شامل می شد. در زمان علی مروان (که ابوعلی بن مروان نیز نامیده می شود) علی حریری محبوبیت پیدا می‌کند .

## اشعار
از آثار او می توان به کتاب مقامت اشاره کرد
مضمون‌های موردعلاقهٔ وی عشق به زادگاه، زیبایی‌های طبیعتش و زیبایی دختران سرزمینش بودند.
| Ger hûn bibînin narê eşq tenê li bom zarî dikin |  | Her kes bizanêt halê eşq bi hîle dijwarî dikin |